# Río Bermuza
Río Bermuza är ett vattendrag i Spanien. Det ligger i provinsen Provincia de Granada och regionen Andalusien, i den södra delen av landet, 400 km söder om huvudstaden Madrid.